# باشگاه ایران مسجدسلیمان
باشگاه ایران مسجدسلیمان  مربوط به دوره پهلوی است و در شهرستان مسجدسلیمان، محله ی چهار بیشه واقع شده و این اثر در تاریخ ۲۱ مهر ۱۳۹۸ با شمارهٔ ثبت ۳۲۷۲۴ به‌عنوان یکی از آثار ملی ایران به ثبت رسیده است.